# Crypta
Crypta ist eine brasilianische All-Female-Death-Metal-Band.

## Bandgeschichte
Crypta wurde 2019 von Fernanda Lira und Luana Dametto gegründet. beide waren vorher bei der Thrash-Metal-Band Nervosa aktiv, verließen die Gruppe jedoch 2020. Im gleichen Jahr gaben sie erst die Gründung bekannt. Zum Line-up kam die Niederländerin Sonia Anubis hinzu, die früher bei Burning Witches aktiv war, und Tainá Bergamaschi (ehemals Hagbard). Am 16. Juni 2019 gab Napalm Records bekannt, die Gruppe unter Vertrag genommen zu haben und ihr Debütalbum zu veröffentlichen. Die erste Single wurde From The Ashes und erschien am 7. April 2021. Das Debütalbum folgte Echoes of the Soul folgte am 11. Juni 2021. Es erreichte Platz 55 der deutschen Albencharts.
Sonia Anubis verkündete ihren Ausstieg am 5. April 2022, um sich auf die Band Cobra Spell zu konzentrieren. Für ihre Festivalauftritte beim Wacken Open Air 2022 und bei Rock in Rio 2022 wurde Jéssica di Falchi zunächst als Session-Member in die Band aufgenommen. Nach den Festivalauftritten im Oktober wurde sie jedoch zum vollwertigen Mitglied erklärt.
Am 31. März 2023 spielte die Band als Vorgruppe von Morbid Angel in Belvidere (Illinois). Kurz nach ihrem Set traf ein Tornado den Konzertort. Dabei wurde das Dach zerstört und eine Person kam ums Leben. 40 weitere wurden verletzt.
Am 4. August 2023 erschien ihr zweites Album Shades of Sorrow, erneut über Napalm Records. Das Album erreichte Platz 23 der deutschen Albencharts.
Die Gitarristin Jéssica di Falchi verließ nach gut zweieinhalb Jahren die Band wieder, wie beide Seiten im März 2025 über soziale Medien bekanntgaben.

## Musikstil
Crypta spielen Death Metal. Beeinflusst wurde die Band von Größen des Genres wie Death, Behemoth, Morbid Angel, Agalloch, Opeth, Gojira, Carcass, Dissection sowie Black Metal wie Watain und Batushka. Neben Death und Black Metal finden sich auch Punk- und Hardcore-Punk-Einflüsse in der Musik.

## Diskografie

### Alben
| Jahr | Titel Musiklabel                  | Höchstplatzierung, Gesamtwochen, AuszeichnungChartplatzierungen (Jahr, Titel, Musiklabel, Platzierungen, Wochen, Auszeichnungen, Anmerkungen) | Höchstplatzierung, Gesamtwochen, AuszeichnungChartplatzierungen (Jahr, Titel, Musiklabel, Platzierungen, Wochen, Auszeichnungen, Anmerkungen) | Höchstplatzierung, Gesamtwochen, AuszeichnungChartplatzierungen (Jahr, Titel, Musiklabel, Platzierungen, Wochen, Auszeichnungen, Anmerkungen) | Anmerkungen                          |
| Jahr | Titel Musiklabel                  | DE | AT | CH | Anmerkungen                          |
| ---- | --------------------------------- | --- | --- | --- | ------------------------------------ |
| 2021 | Echoes of the Soul Napalm Records | DE55 (2 Wo.)DE | — | CH34 (1 Wo.)CH | Erstveröffentlichung: 11. Juni 2021  |
| 2023 | Shades of Sorrow Napalm Records   | DE23 (1 Wo.)DE | AT52 (1 Wo.)AT | CH43 (1 Wo.)CH | Erstveröffentlichung: 4. August 2023 |

### Singles
- - "From the Ashes" (2021)
  - "Starvation" (2021)
  - "Dark Night of the Soul" (2021)
  - "I Resign" (2022)
  - "Lord of Ruins" (2023)
  - "Trial of Traitors" (2023)
  - "The Other Side of Anger" (2023)